# Bohrhammer

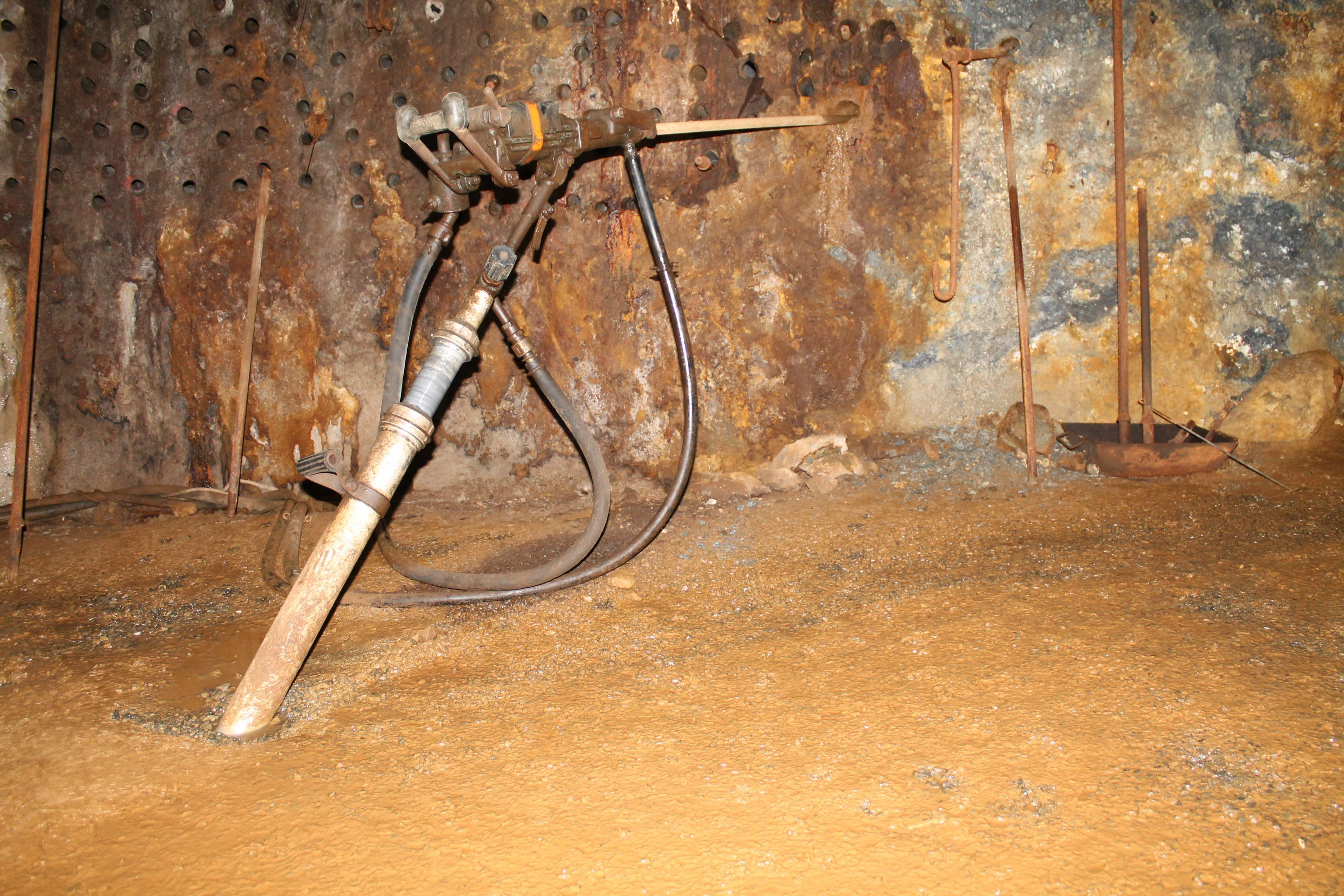
Stützengeführter Handbohrhammer mit Seitenspülung – BHS16S

Ein Bohrhammer ist eine Arbeitsmaschine zum Bohren von Löchern in mineralisches Material, beispielsweise Stein oder Beton. Durch den Schlagimpuls zermürbt die Schneide des Bohrers das Material. Damit sich die Schneide nicht festfrisst, wird nach jedem Schlag die Bohrstange umgesetzt. Die Bedienung und der Vorschub erfolgen meist von Hand ohne mechanische Hilfsmittel. Je nach Art des Antriebs unterscheidet man zwischen pneumatischen, elektrischen und auch hydraulischen Bohrhämmern.

## Technische Varianten

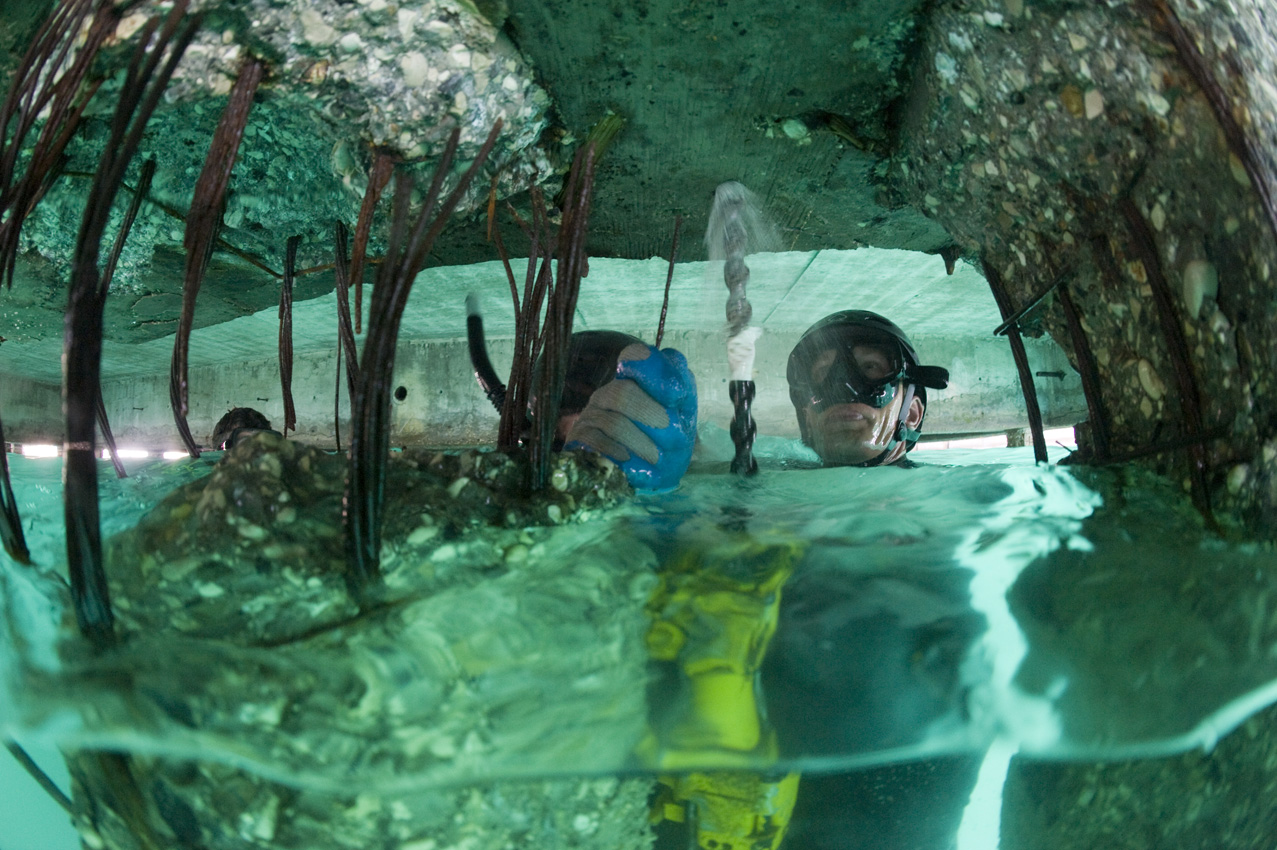
Hydraulischer Bohrhammer für den Einsatz unter Wasser

Grundsätzlich unterscheiden sich Bohrhämmer nach dem Einsatzzweck, die zu entsprechenden Baugrößen, Gewichten und Schlagkraft in der Anwendung führen:
- Im Bereich der Bauindustrie und im Heimwerkermarkt dominieren relativ leichte elektrische Bohrhämmer (unter 10 kg)
- Im Berg- und Straßenbau werden pneumatische Bohrhämmer verwendet
- Die höchste Leistungs- und Gewichtsklasse (150 kg und mehr) wird mit hydraulischen Bohrhämmern bedient.

Der Betrieb von Bohrhämmern ist mit starkem Lärm verbunden. Erst in den vergangenen 20 Jahren ist es gelungen, die Schallpegel auf etwa 108 dB(A) zu senken; zuvor waren Pegel von mehr als 125 dB(A) üblich.

## Elektrischer Bohrhammer

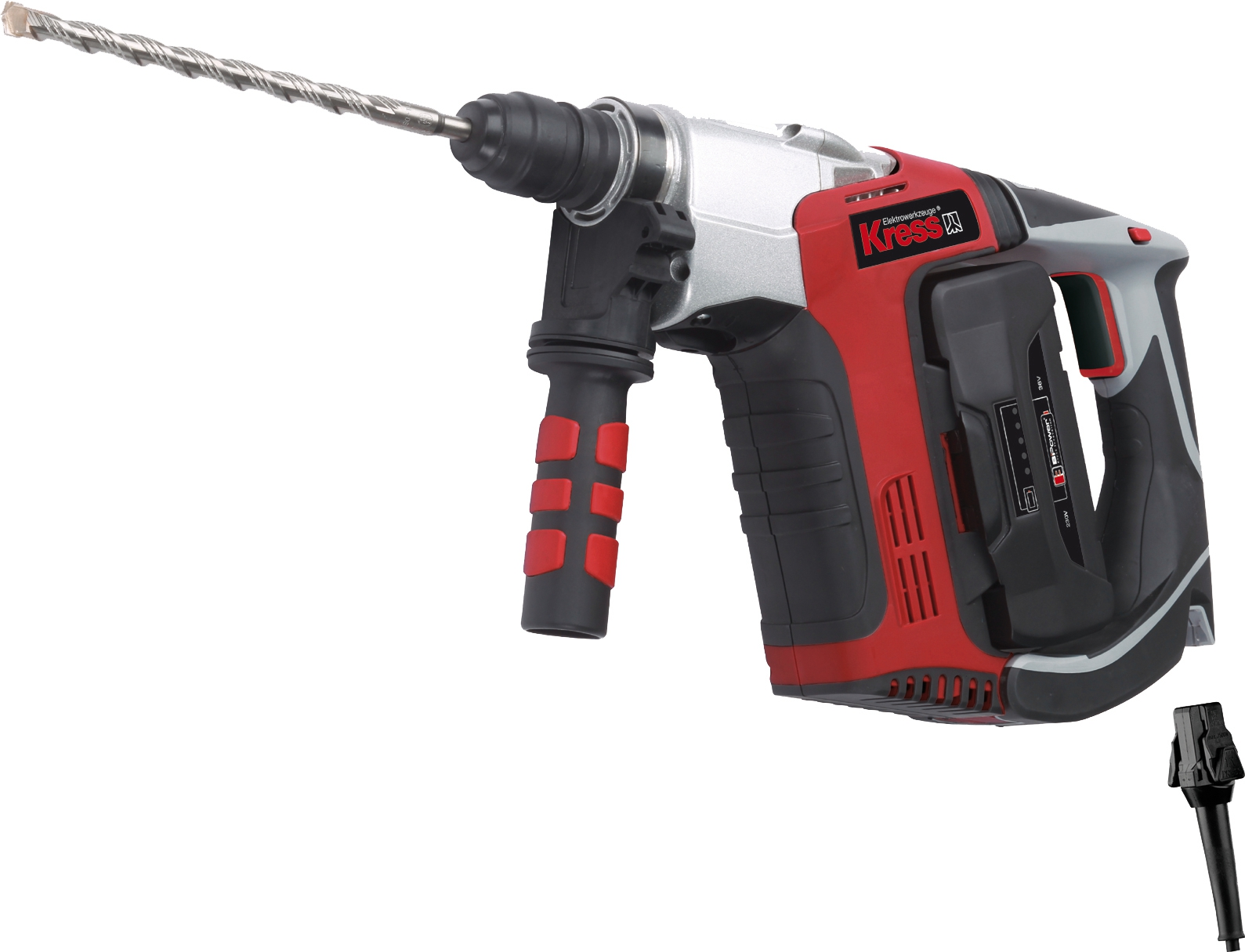
Elektrischer Bohrhammer
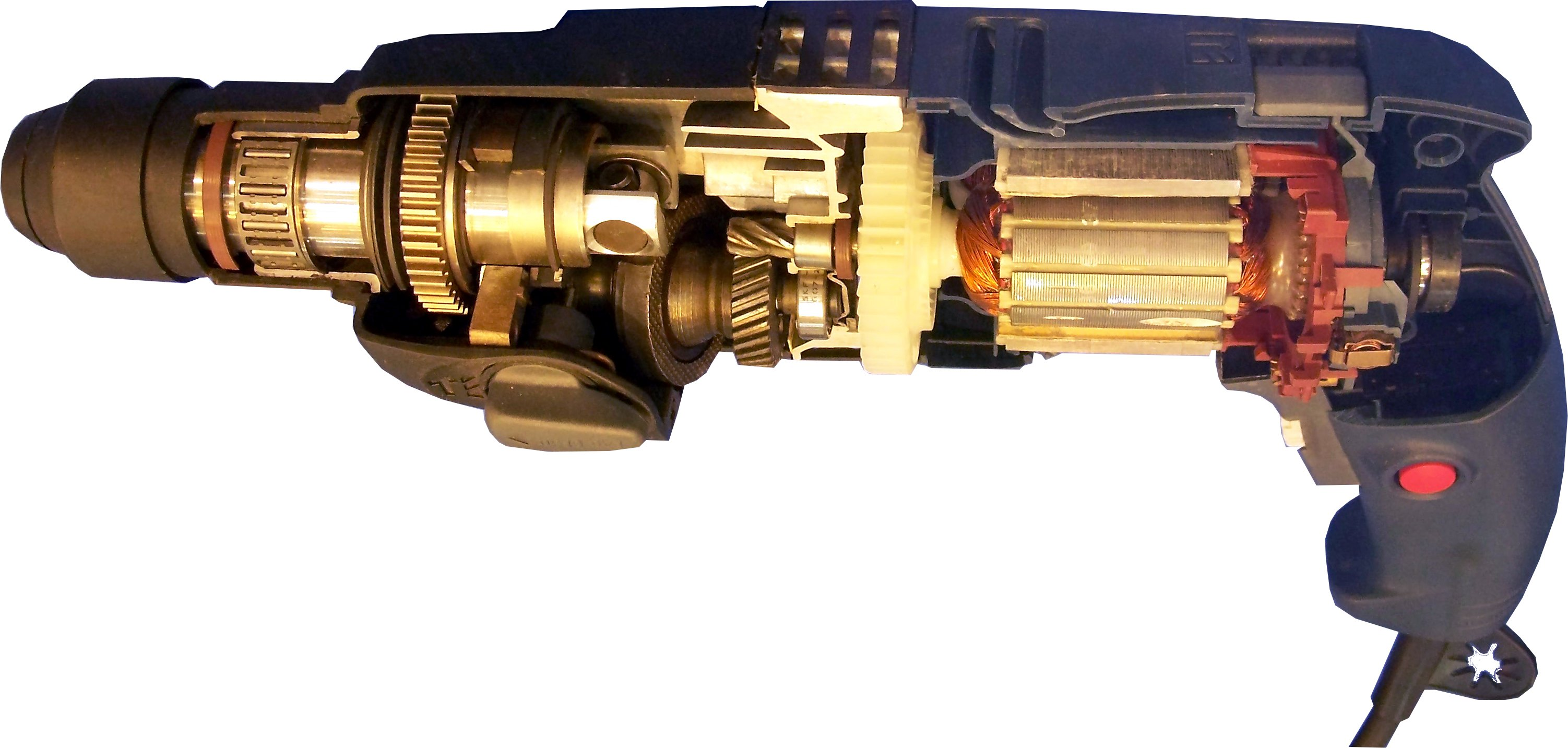
Schnittmodell
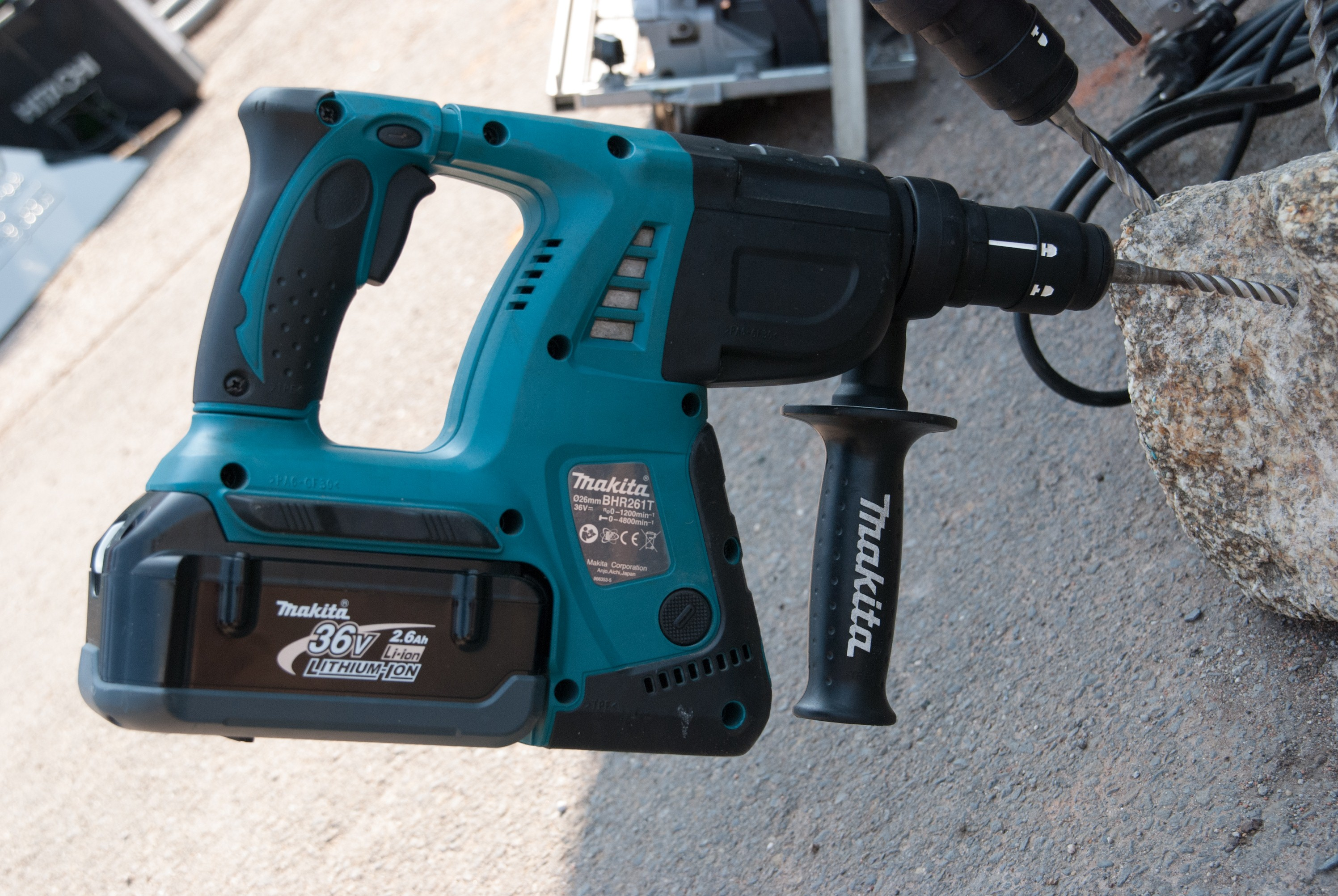
Akku-Bohrhammer

Elektrische Bohrhämmer kommen überall dort zum Einsatz, wo keine Druckluft zur Verfügung steht. Gegenüber dem pneumatischen Hammer weist die elektrische Variante eine geringere Leistung auf.

### Begriffliche und funktionale Abgrenzung
Einige Maschinen haben ähnliche Funktionen wie der Bohrhammer:
- Der Impulsschrauber führt auf das Werkstück (meist eine Schraube) einen Drehstoß (Drehschlag) aus. Dagegen führt der Bohrhammer axiale Schläge auf das Werkzeug (Bohrer) aus, d. h. in Richtung des Vorschubs.
- Der Abbruchhammer, Meißelhammer oder Schlaghammer verzichtet auf den drehenden Antrieb des Werkzeugs und ist beispielsweise nur zum Meißeln, zum Entfernen von Fliesen oder zum Durchbrechen von Wänden geeignet. In der Regel sind Meißelhämmer schlagstärker und leichter als Bohrhämmer mit vergleichbarer Leistungsaufnahme und günstiger als Bohrhämmer mit vergleichbarer Schlagenergie.
- Bei der Schlagbohrmaschine ist das Werkzeug fest eingespannt. Beim Schlagen wird über eine Rastenscheibe auch das Spannfutter (Bohrfutter) bewegt, die Schlagbohrmaschinen schaffen bis zu 50000 Schläge/Minute bei nur geringer Schlagenergie. Beim Bohrhammer ist das Werkzeug (Bohrer) in axialer Richtung beweglich und wird direkt vom Schlagwerk betätigt, ohne dass das Spannfutter die Schlagkraft aufnehmen muss. Vorteile des Bohrhammers liegen in der höheren Energie je Schlag (ohne Spannfutter ist die bewegte Masse kleiner, höhere Wirkung durch eigenes Schlagwerk) und in der spielärmeren Führung der Drehachse, da das Bohrfutter nicht axial bewegt werden muss. Dazu hängt bei der Schlagbohrmaschine die Schlagwirkung vom Druck des Bedieners ab, während beim Bohrhammer Druck in Vorschubrichtung vermieden werden soll.

### Geschichte
Die erste „Bohrmaschine mit elektro-pneumatischem Schlagwerk“ wurde im Jahr 1914 von der Firma Fein gebaut und zum Patent angemeldet.
Im Jahr 1932 wurde von Bosch der erste „Boschhammer“ in Serie gebaut. Er hatte ein Drallschlagwerk zum Bohren und Meißeln und besaß bereits eine Sicherheits-Kupplung.
Ab 1967 baute auch die Firma Hilti elektrische Bohrhämmer, die der Firma zu einem hohen Bekanntheitsgrad für dieses Produkt verhalfen.

### Funktionsprinzip
Die in Bohrhämmern am häufigsten eingesetzten Typen sind Federschlagwerke oder pneumatische Schlagwerke. Bei beiden wird eine bewegliche Masse auf den Bohrer geschlagen, der die Energie auf das Bohrmaterial überträgt.
Das pneumatische Schlagwerk besteht aus Antriebslager oder Exzenterrad, Kolben, Schläger und Schlagbolzen. Das Antriebslager oder das Exzenterrad setzen die Rotationsbewegung des Antriebs in eine Hubbewegung des Kolbens um. Bei der Rückwärtsbewegung des Kolbens entsteht ein Unterdruck, der den Schläger nach hinten zieht. Bei der Vorwärtsbewegung des Kolbens entsteht ein Überdruck zwischen Kolben und Schläger (Kompression), die den Schläger nach vorne beschleunigt. Der nach vorne fliegende Schläger trifft auf den Schlagbolzen und gibt seine kinetische Energie (Schlagenergie) ab. Der Impuls des Schlägers wird vom Schlagbolzen auf den Werkzeugschaft des Bohrers oder Meißels übertragen. Der Schlagbolzen ist im Wesentlichen ein präzises Drehteil aus gehärtetem Stahl, das neben der Impulsübertragung zudem das Innere der Maschine mit einem Dichtring gegen Staub und Verschmutzung schützt. Um beim Blockieren des Bohrers eine Beschädigung der Mechanik und vor allem ein für den Anwender gefährliches Drehmoment auf die Maschine zu verhindern, sind Bohrhämmer in der Regel mit einer Sicherheitskupplung ausgestattet.
Der Bohrer muss gleichzeitig eine Dreh- und Axialbewegung ausführen. Während bei Schlagbohrmaschinen der Bohrer und das Spannfutter fest miteinander verbunden sind, weshalb das Futter die Axialbewegung mitmachen muss, ist dieses Konzept für Bohrhämmer nicht geeignet. Zum einen würde die kraft-/reibschlüssige Verbindung zwischen Bohrer und Futter durch die Vibration gelockert, zum anderen ginge durch die relativ große Masse des Futters viel kinetische Energie verloren. Deshalb wurde 1975 mit SDS-Plus ein Bohreraufnahmesystem für kleinere Handgeräte entwickelt, bei dem der Bohrer entlang der Drehachse um etwa 1 cm frei beweglich ist. Für große Bohr- oder Meißelhämmer-Handgeräte ist das SDS-Max-System verbreitet.

### Typische technische Eigenschaften
Typische Schlagenergien liegen bei SDS-Plus-Maschinen mit Akkus zwischen 1,2 und 5,8 J, bei netzbetriebenen Maschinen zwischen 1,7 und 4,9 J. Bei SDS-max liegen die Werte von Akku-Maschinen im Bereich von 7,1 bis 12,5 J und bei netzbetriebenen Maschinen bei 7,1 bis 19 J. Die Messung der Schlagenergie erfolgt nach einem Standard der EPTA.
Im Vergleich mit klassischen Abbruchwerkzeugen wie einem leichten Vorschlaghammer (5 kg) entspricht ein Joule der Schlagenergie eines solchen Hammers, der aus 2 cm frei auf den Bohrer fällt.
In der Regel bieten leichte Bohrhämmer diese Funktionen (D = Drehen; S = Schlagen):
| # | Funktion | Geeignete Werkzeugaufnahme | Einsatzzweck                                          |
| - | -------- | --- | ----------------------------------------------------- |
| 1 | D–       | Feste Einspannung für zylindrische Werkzeuge mit reibschlüssiger Verbindung in einem Bohrfutter: - Schnellspannbohrfutter - Zahnkranzbohrfutter | Bohren in Holz, Metall, Fliesen, Lochziegel           |
| 2 | DS       | In axialer Richtung verschiebbare, in Umfangsrichtung formschlüssige Einspannung, wie beispielsweise die SDS-Typen                              | Schlagbohren von Beton, Stein                         |
| 3 | –S       | In axialer Richtung verschiebbare, in Umfangsrichtung formschlüssige Einspannung, wie beispielsweise die SDS-Typen                              | - Meißeln von Fliesen, Kabelkanälen - Abbrucharbeiten |

Weitere modellspezifische Besonderheiten:
- Manche Hersteller differenzieren nach Bohrhammer mit den Funktionen 1+2 und Kombihammer mit den Funktionen 1+2+3.
- Linkslauf: Nicht immer vorhanden. Einige Geräte besitzen verschiebbare Kohlebürsten, um im Rechts- wie im Linkslauf die gleiche Leistung zu erreichen.

## Pneumatischer Bohrhammer

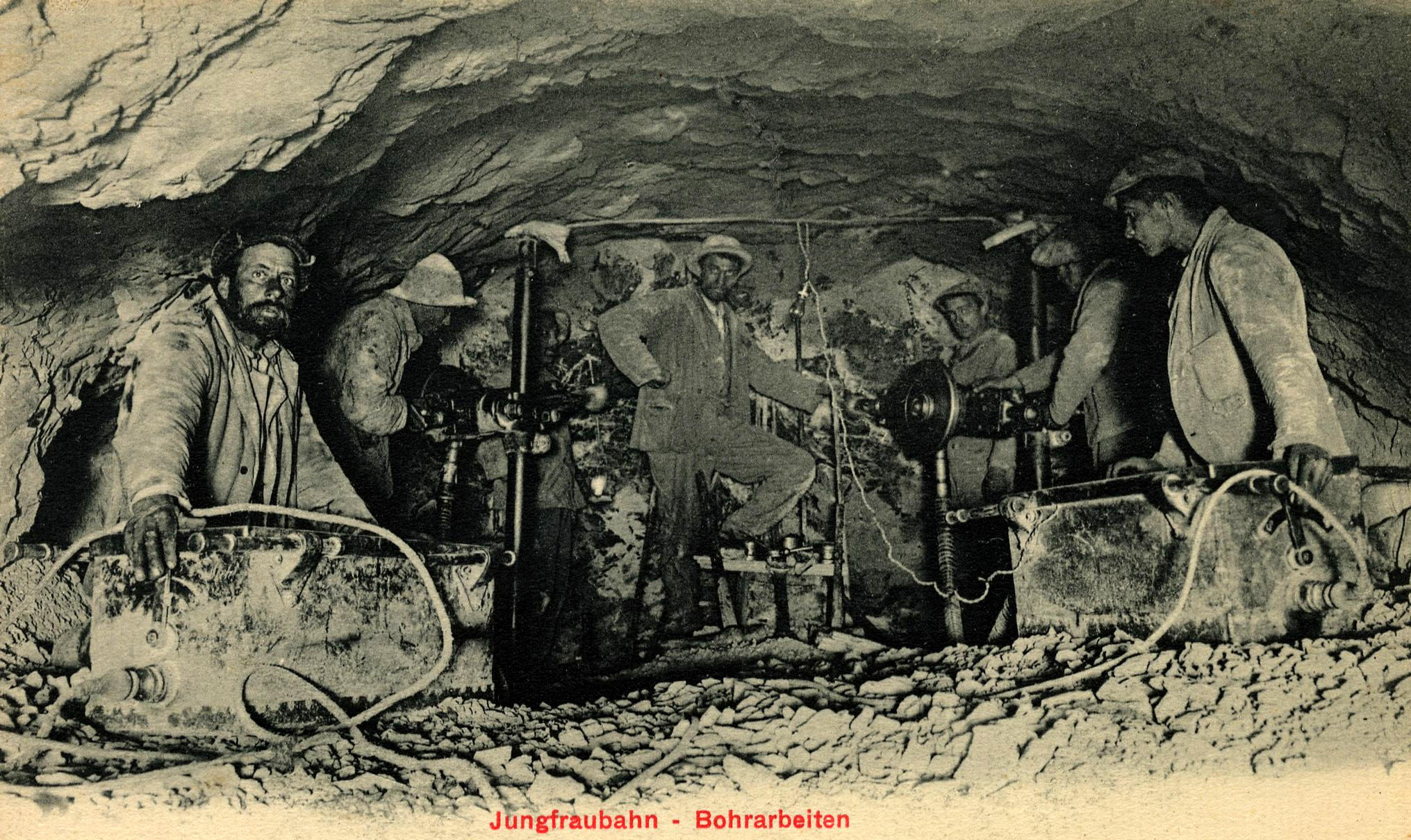
Bohrarbeiten beim Bau der Tunnel der Jungfraubahn in den Schweizer Alpen (um 1900)

Pneumatische Bohrhämmer werden mit Druckluft betrieben. Ein durch Druckluft – die mittels eines Kugel- oder Flatterventils gesteuert wird – angetriebener Kolben schlägt auf ein Schlagstück, das wiederum auf das Einsteckende der Bohrstange schlägt. Auf der Bohrstange sitzt die Bohrkrone, in der Regel kraftschlüssig per Konus. Das Schlagstück ist mit einer Umsetzvorrichtung versehen, die beim Rückprall eine Drehung des Schlagstückes und der eingesteckten Bohrstange bewirkt. So wird im jeweils entlastetem Zustand ein Umsetzen der Schneide erreicht. Das Gewicht eines pneumatischen Bohrhammers liegt – je nach Verwendungszweck – zwischen 10 und 50 kg, im Bergbau typischerweise bei etwa 42 kg. Dazu kommt das Gewicht der Bohrsäule oder einer Lafette.
Erste pneumatische Bohrhämmer wurden in den 1860er-Jahren für den Tunnelbau, später für den Bergbau entwickelt. Das wichtigste Unternehmen der Produktion von Bohrhämmern waren die Flottmann-Werke in Herne.

## Hydraulischer Bohrhammer
Hydraulische Bohrhämmer entsprechen in ihrer Funktion im Wesentlichen den pneumatischen Bohrhämmern, nutzen als Antriebsmedium jedoch Hydraulikflüssigkeit. Die Hydraulikhämmer sind durchweg in höheren Gewichts- und Leistungsklassen angesiedelt als die Pneumatikhämmer und ausschließlich lafettengeführt.
Der erste hydraulische Bohrhammer wurde 1973 von Vigg Romell, einem bei Atlas Copco tätigen Ingenieur, konstruiert und entwickelt.

## Abführen des Bohrmehls
Bei kleinen Bohrhämmern erfolgt die Förderung des Bohrmehls durch die spiralförmigen Nuten des Bohrers und dessen Drehung.
Bei großen Maschinen wird das Bohrmehl trocken oder nass aus dem Bohrloch entfernt. Die trockene Luftspülung wird hauptsächlich im Tagebau angewandt. Druckluft wird durch die hohle Bohrstange zum Meißel geführt und befördert das Bohrklein im Ringraum zwischen Bohrstange und Bohrlochwand nach außen. In bestimmten Fällen wird das Bohrmehl durch die hohle Bohrstange abgesaugt (Königsborn-Gerät im dt. Steinkohlenbergbau, zur Minderung der Staubbelastung in der Nachbarschaft).
Die nasse Wasserspülung bietet die Vorteile einer effektiven Meißelkühlung und einer wirksamen Staubunterdrückung, wegen der Gefahr durch Steinstaub wird sie unter Tage fast ausschließlich eingesetzt. Über Tage wird aus wirtschaftlichen Gründen oft keine Wasserspülung eingesetzt, da neben einer Druckluftversorgung auch eine Frischwasserversorgung notwendig wäre und ggf. das verschlammte Spülwasser entsorgt werden müsste. Autarke dieselbetriebene Baumaschinen mit Bohrhämmern erzeugen ihre Druckluft in der Regel mit einem eigenen Kompressor, beim Einsatz von Luftspülung kann auf eine Wasserversorgung verzichtet werden.